# Brian Potter
Brian August Potter es un productor discográfico y compositor estadounidense nacido en el Reino Unido. En colaboración con su socio Dennis Lambert ,  Potter escribió y produjo canciones de éxito para artistas como Four Tops, Tavares, The Grass Roots, Hamilton, Joe Frank & Reynolds, Evie Sands, Coven, Hall and Oates y Glen Campbell. Potter y Lambert fueron nominados a un Premio Grammy por su labor como productores del álbum de Glen Campbell, Rhinestone Cowboy.

## Carrera profesional
En 1972, Potter y Lambert trabajaban para ABC Dunhill Records en Los Ángeles, California, cuando la compañía fichó a The Four Tops, tras dejar estos Motown Records. Lambert y Potter cambiaron el estilo de la banda, intoduciéndolos en el sonido West Coast R&B, plasmado en Keeper of the Castle , el álbum que ambos produjeron. Las canciones que escribieron para el álbum incluyeron éxitos como "Keeper of the Castle" y "Ain't No Woman (Like the One I've Got)", que vendió más de un millón de copias. Los siguientes álbumes de la banda, Main Street People (1973) and Meeting of the Minds (1974), continuaron en la misma línea.
En 1974, Potter y Lambert comenzaron a trabajar con Glen Campbell en Capitol Records en la idea de publicar un álbum conceptual basado en la historia de un músico de country inquieto por su fama. El resultado fue "Rhinestone Cowboy"  un éxito que reavivó la carrera de Campbell. El álbum fue nominado al Grammy al mejor álbum del año. Potter y Lambert fueron nominados como Productor del año, no clásico.

## Discografía seleccionada

### Como compositor
- "One Tin Soldier" (the Original Caste, 1969; Coven, 1971; Skeeter Davis, 1972)
- "To Love You" (Country Store, 1969; Tavares, 1974)
- "It's a Cryin' Shame" (Gayle McCormick, 1971)
- "Don't Pull Your Love" (Hamilton, Joe Frank & Reynolds, 1971; Glen Campbell, 1976)
- "Two Divided by Love" y "The Runway" (The Grass Roots, 1972)
- "Ain't No Woman (Like the One I've Got)" y "Keeper of the Castle" (the Four Tops, 1972)
- "Are You Man Enough" (the Four Tops, 1973, para la película Shaft en África)
- "Mama's Little Girl" (Linda George, 1974) (para la película Felicity, 1979)
- "It Only Takes a Minute" (Tavares, 1975)
- "You Brought the Woman Out of Me" (Evie Sands, 1975)
- "Country Boy (You Got Your Feet in L.A.)" (Glen Campbell, 1975)
- TunnelVision (banda sonora, 1976)
- "Perfect Dancer" (Marilyn McCoo, 1979)

### Como productor
- Keeper of the Castle (the Four Tops, 1972)
- "Rock and Roll Heaven" (the Righteous Brothers, 1974)
- Hard Core Poetry (Tavares, 1974)
- In the City (Tavares, 1975)
- Rhinestone Cowboy (Glen Campbell, 1975)
- Bloodline (Glen Campbell, 1976)[4]
- "Baby Come Back" (Player, 1977)
- Inner Secrets (Santana, 1978)[5]
- Tony Orlando & Dawn
- The 5th Dimension
- Dusty Springfield
- Richard Harris